# Марія Чайковська-Козицька
Марíя Чайко́вська-Козицька (пол. Maria Czaykowska-Kozicka; 15 серпня 1878 — 8 червня 1963) — польська художниця.

## Біографія
Марія Чайковська народилася 15 серпня 1878 року у селі Більче-Золоте, у Австро-Угорщині (нині — Чортківський район Тернопільської області України).
Закінчила реальну школу в Перемишлі, де вчилася живопису у Миколи Квеціньського.
Протягом 1895–1899 років навчалася у Мюнхені, у Людвіга фон Гертеріха та Фрідріха Фера. 
Вступила до Жіночої школи живопису та скульптури Теофіли Чертович у Кракові, де навчалася у Яцека Мальчевського. Протягом 1901–1902 років навчалася у Краківській Академії образотворчих мистецтв, у Юзефа Мегоффера та Яна Станіславського.
З осені 1902 року навчалася в Школі красних мистецтв у Парижі, у Фернана Умбера, Олів'є Мерсона і Антоніо де ла Гандара.
У 1904 році у відпустку до Парижа приїхав польський журналіст і політик Станіслав Козицький (1876–1958). Між ним і Марією почався роман. Одружилася пара 30 листопада 1907 року у Базилиці Святого Хреста у Варшаві. Після весілля — подружжя знову виїхало до Парижа. 
Під час Першої світової війни вчителювала у гімназії у місті Закопане, у Польщі.
Проживала в Парижі (1919–1920), Познані (1921–1922) і Варшаві (1924–1944).
Протягом 1924–1938 років входила до Товариства сприяння образотворчому мистецтву.
У 1947 році переїхала до польського міста Поляниця-Здруй. Спочатку жила на вулиці Гарчерській, потім — на Ельстерській, 6.
Померла 8 червня 1963 року у Поляниці-Здруй. Похована на місцевому кладовищі, поруч із чоловіком.

## Творчість
Малювала жанрові картини, портрети, пейзажі та натюрморти.
Учасниця виставок у Варшаві (1899), Захенті (1902–1925, персональна — у 1913), Кракові (від 1900), Львові (1906–1907), Парижі (1920) та інших містах.
Виставляла роботи також в «Салоні незалежних» та на виставці «Quelques Artistes Poloneis» в Галереї Барбазанж в Парижі. Брала участь у виставках Школи Теофіли Чертович, Спілки польських художників у Львові та Асоціації польських художників у Кракові.